# مشروع كاندور
مشروع كاندور (بالإنجليزية: Project Candor) أو عملية كاندور (بالإنجليزية: Operation Candor) كانت حملة إعلامية أَطْلَقَتْهَا إدارة الرئيس الأمريكي دوايت أيزنهاور. كانت الفكرة الأساسية وراء الحملة هي إعلام الشعب الأمريكي بالحقائق المتعلقة بسباق التَّسَلُّح وبالتحليل الحكومي الرسمي لتلك الحقائق. وكان الهدف الذي سَعَت الحكومة لتحقيقه بواسطة مشروع كاندور هو تكوين "شَعْب واعٍ وحَذِر"، وكان ذلك من شأنه أيضًا تكوين دعم شعبي للإجراءات التي كانت تتخذها الحكومة خاصة في ظل الحرب الباردة. ومن خلال المشروع، جُهِّزَتْ سلسلة حلقات حِوَارِيَّة على الراديو تتكون كل منها من 6 دقائق كان يقدمها موظفون رسميون في الحكومة. وكان رئيس البلاد بنفسه هو من يُقَدِّم افتتاحية وخاتمة كل حلقة. وبدأ التخطيط للحملة في ربيع عام 1953م.

## أنظر أيضًا
- قانون الطاقة الذرية لعام 1954